# Elecciones municipales de Huamanga de 1991
Las elecciones municipales complementarias de Huamanga de 1991 se llevaron a cabo el 18 de agosto de 1991 para elegir al alcalde y al Concejo Provincial de Huamanga para el periodo 1991-1992. La elección se celebró simultáneamente con elecciones municipales complementarias en todo el país.

## Sistema electoral
La Municipalidad Provincial de Huamanga es el órgano administrativo y de gobierno de la provincia de Huamanga. Está compuesta por el alcalde y el Concejo Provincial.
La votación del alcalde y el concejo se realiza en base al sufragio universal, que comprende a todos los ciudadanos nacionales mayores de dieciocho años, empadronados y residentes en la provincia de Huamanga y en pleno goce de sus derechos políticos, así como a los ciudadanos no nacionales residentes y empadronados en la provincia de Huamanga.
El Concejo Provincial de Huamanga está compuesto por 19 regidores elegidos por sufragio directo para un período de tres (3) años, en forma conjunta con la elección del alcalde (quien lo preside). La votación es por lista cerrada y bloqueada. Se asigna a la lista ganadora los escaños según el método d'Hondt o la mitad más uno, lo que más le favorezca.

## Composición del Concejo Provincial de Huamanga
La siguiente tabla muestra la composición del Concejo Provincial de Huamanga en funciones antes de las elecciones.
| Partidos | Partidos                | Regidores |
| -------- | ----------------------- | --------- |
|          | Izquierda Unida         | 11        |
|          | Partido Aprista Peruano | 8         |

## Partidos y candidatos
A continuación se muestra una lista de los principales partidos y alianzas electorales que participaron en las elecciones:
| Candidatura | Candidatura | Partidos y alianzas | Candidatos | Candidatos                 | Ideología                                                  | Resultado previo | Resultado previo | Ref. |
| Candidatura | Candidatura | Partidos y alianzas | Candidatos | Candidatos                 | Ideología                                                  | Votos (%)        | Reg.             | Ref. |
| ----------- | ----------- | --- | ---------- | -------------------------- | ---------------------------------------------------------- | ---------------- | ---------------- | ---- |
|             | IU          | Lista - Izquierda Unida (IU) – Unión de Izquierda Revolucionaria (UNIR) – Partido Comunista Peruano (PCP) – Frente Obrero Campesino Estudiantil y Popular (FOCEP) |            | Sin información disponible | Marxismo-leninismo Mariateguismo Socialismo democrático    | 73.97%           | 0                |      |
|             | APRA        | Lista - Partido Aprista Peruano (APRA) |            | Sin información disponible | Aprismo                                                    | 26.03%           | 0                |      |
|             | AP          | Lista - Acción Popular (AP) |            | Jorge García Prado         | Humanismo Nacionalismo cívico Reformismo                   | Nuevo            | Nuevo            |      |
|             | PPC         | Lista - Partido Popular Cristiano (PPC) |            | Sin información disponible | Democracia cristiana Conservadurismo Liberalismo económico | Nuevo            | Nuevo            |      |
|             | Libertad    | Lista - Movimiento Libertad (Libertad) |            | Sin información disponible | Liberalismo clásico Democracia liberal Republicanismo      | Nuevo            | Nuevo            |      |
|             | IND         | Lista - Lista Independiente PUA |            | Sin información disponible | Localismo huamanguino                                      | Nuevo            | Nuevo            |      |

## Resultados

### Sumario general
|                        |                                 |              |              |              |           |           |
| Partidos y coaliciones | Partidos y coaliciones          | Voto popular | Voto popular | Voto popular | Regidores | Regidores |
| Partidos y coaliciones | Partidos y coaliciones          | Votos        | %            | ±pp          | Total     | +/−       |
|                        | Acción Popular (AP)             | 3,281        | 26.03        | n/a          | 10        | +10       |
|                        | Izquierda Unida (IU)            | 3,310        | 25.22        | –54.75       | 3         | –8        |
|                        | Partido Aprista Peruano (APRA)  | 2,871        | 21.87        | –4.16        | 3         | –5        |
|                        | Partido Popular Cristiano (PPC) | 2,076        | 15.81        | n/a          | 2         | +2        |
|                        | Movimiento Libertad (Libertad)  | 1,163        | 8.86         | Nuevo        | 1         | +1        |
|                        | Lista Independiente PUA         | 222          | 1.69         | n/a          | 0         | ±0        |
|                        |                                 |              |              |              |           |           |
| Total                  | Total                           | 13,127       |              |              | 19        | ±0        |
|                        |                                 |              |              |              |           |           |
| Votos válidos          | Votos válidos                   | 13,127       | 100.00       | +72.80       |           |           |
| Votos en blanco        | Votos en blanco                 | 0            | 0.00         | –22.23       |           |           |
| Votos nulos            | Votos nulos                     | 0            | 0.00         | –50.58       |           |           |
| Votos emitidos         | Votos emitidos                  | 13,127       | n/d          | n/a          |           |           |
| Abstenciones           | Abstenciones                    | n/d          | n/d          | n/a          |           |           |
| Votantes registrados   | Votantes registrados            | n/d          |              |              |           |           |
|                        |                                 |              |              |              |           |           |
| Fuente:                |                                 |              |              |              |           |           |

## Elecciones municipales distritales

### Resultados por distrito
La siguiente tabla enumera el control de los distritos de la provincia de Huamanga. El cambio de mando de una organización política se resalta del color de ese partido.
| Distrito          | Alcalde(sa) en funciones    | Partido político    | Partido político               | Alcalde(sa) electo(a)    | Partido político | Partido político          |
| ----------------- | --------------------------- | ------------------- | ------------------------------ | ------------------------ | ---------------- | ------------------------- |
| Acocro            | Elecciones anuladas         | Elecciones anuladas | Elecciones anuladas            | Auberto Morote Enciso    |                  | Lista Independiente FIA   |
| Chiara            | Dacio García Amorin         |                     | Izquierda Unida                | Vicente Barrios Palomino |                  | Partido Aprista Peruano   |
| Ocros             | Teodosio Quispe Tite        |                     | Partido Aprista Peruano        | Julián Peralta Guillen   |                  | Acción Popular            |
| Quinua            | Guillermo Aparicio Enríquez |                     | Lista Independiente 7 de Junio | Susano Mendoza Pareja    |                  | Partido Popular Cristiano |
| San Juan Bautista | Teófilo Vilca Cacñahuaray   |                     | Partido Aprista Peruano        | Félix Santiago Yalle     |                  | Partido Aprista Peruano   |